# Italia en los Juegos Olímpicos de Innsbruck 1976
Italia estuvo representada en los Juegos Olímpicos de Innsbruck 1976 por un total de 58 deportistas que compitieron en 9 deportes.  
El portador de la bandera en la ceremonia de apertura fue el esquiador alpino Gustav Thöni.

## Medallistas
El equipo olímpico italiano obtuvo las siguientes medallas:
| Nombre           | Deporte      | Competición |
| ---------------- | ------------ | ----------- |
| Oro              |              |             |
| Piero Gros       | Esquí alpino | Eslalon M   |
| Plata            |              |             |
| Claudia Giordani | Esquí alpino | Eslalon F   |
| Gustav Thöni     | Esquí alpino | Eslalon M   |
| Bronce           |              |             |
| Herbert Plank    | Esquí alpino | Descenso M  |